# 199-es busz (Budapest, 1980–1984)
A budapesti 199-es jelzésű autóbusz a Kispest, Határ út és a Pesterzsébet, Helsinki út között közlekedett. A viszonylatot a Budapesti Közlekedési Vállalat üzemeltette.

## Története
1980. március 29-én megszűnt a 199-es busz a 3-as metró újabb szakaszának átadása miatt, másnap a Határ úttól 199-es jelzéssel indult új járat a pesterzsébeti Erzsébet térhez a Pannónia úton. A Mártírok útján az új 123-as busz közlekedett. 1980. július 1-jétől Pesterzsébeten körforgalomban közlekedett a Helsinki út érintésével. 1984. október 31-én összevonták az addig csak Soroksár és Pesterzsébet között közlekedő 66-os busszal.

## Útvonala
| Pesterzsébet, Helsinki út felé | Kispest, Határ út felé |
| --- | --- |
| Kispest, Határ út vá. – Ady Endre út – Álmos utca – Pannónia út – Petőfi tér – Thököly utca – Újlaki utca – Kossuth Lajos utca – Erzsébet tér – Prieszol József utca – Baross utca – Határ út – Helsinki út – Pesterzsébet, Helsinki út vá. | Pesterzsébet, Helsinki út vá. – Helsinki út – Prieszol József utca – Erzsébet tér – Kossuth Lajos utca – Újlaki utca – Thököly utca – Petőfi tér – Pannónia út – Baross utca – Ady Endre út – Kispest, Határ út vá. |

## Megállóhelyei
| 0  | Kispest, Határ út végállomás                      | 15 | 54E, 66, 99, 99, 123, 154, 194 42, 50, 50A, 52 |
| 1  | Corvin körút                                      | 14 | 99, 154                                        |
| 2  | Petőfi tér (ma Kós Károly tér)                    | 13 | 48, 99, 99, 154                                |
| 3  | Zalaegerszegi utca                                | 12 | 48, 99                                         |
| 5  | Nagykőrösi út                                     | 10 | 48, 54, 54, 99, 99, 194                        |
| 6  | Mártírok útja                                     | 9  | 48, 99, 123                                    |
| 7  | Tátra tér                                         | 7  | 23, 23, 48 30, 31, 52                          |
| 8  | Erzsébet tér                                      | 6  | 23, 48, 59, 66, 166 30, 31, 52                 |
| 9  | Ady Endre utca                                    | 5  | 23, 48, 59, 66, 166                            |
| 10 | Kossuth Lajos tér (ma Pesterzsébet, városközpont) | 4  | 23, 23, 48, 59, 66, 66, 166                    |
| 12 | Ságvári Endre utca (ma János utca)                | ∫  | 23                                             |
| 13 | Határ út                                          | ∫  | 148 13, 30, 31                                 |
| ∫  | Baross utca                                       | 3  | 23, 48, 51, 59, 66, 166                        |
| ∫  | Pesterzsébet felső, HÉV-állomás                   | 1  | Ráckevei HÉV 23, 148                           |
| 15 | Pesterzsébet, Helsinki út végállomás              | 0  | 23 (Hazai Fésűsfonó)                           |